# Magnetische susceptibiliteit
De magnetische susceptibiliteit is de mate waarin een materiaal magnetisch wordt, oftewel de mate van magnetisatie als gevolg van blootstelling aan een magnetisch veld. Gewoonlijk gebruikt men de dimensieloze magnetische susceptibiliteit (χ) die gedefinieerd is als:
{\displaystyle \mathbf {M} =\chi \mathbf {H} }
waarbij {\displaystyle \mathbf {M} } de magnetisatie is van het materiaal, het magnetische dipoolmoment per volume-eenheid, gemeten in ampère per meter, en waarbij {\displaystyle \mathbf {H} } de magnetische veldsterkte is, eveneens in ampère per meter.
De magnetische fluxdichtheid {\displaystyle \mathbf {B} } is gerelateerd aan {\displaystyle \mathbf {H} } via de relatie:
{\displaystyle \mathbf {B} \ =\ \mu _{0}(\mathbf {H} +\mathbf {M} )\ =\ \mu _{0}(1+\chi _{v})\mathbf {H} \ =\ \mu \mathbf {H} }
waarbij {\displaystyle \mu _{0}} de magnetische veldconstante is en {\displaystyle (1+\chi )} de relatieve permeabiliteit van het materiaal is. Merk op dat dit de definitie is volgens het SI-stelsel. De magnetische susceptibiliteit wordt in oude tabellen nog in het cgs-systeem gegeven, dat uitgaat van een andere definitie van {\displaystyle \mu _{0}}. De cgs-waarde van de susceptibiliteit moet met {\displaystyle 4\pi } vermenigvuldigd worden om de SI-waarde te verkrijgen.
Als {\displaystyle \chi } positief is dan is de relatieve permeabiliteit groter dan 1 en wordt het materiaal para-, ferri- of ferromagnetisch  genoemd. In dat geval wordt het magnetisch veld versterkt bij de aanwezigheid van het materiaal. Andersom, als {\displaystyle \chi } negatief is, dan is de relatieve permeabiliteit kleiner dan 1 en dan is het materiaal diamagnetisch of antiferromagnetisch. Ten gevolge hiervan wordt het magnetisch veld verzwakt bij aanwezigheid van het materiaal.
De magnetische susceptibiliteit is de relatieve magnetische permeabiliteit min één.

## Overige
Er bestaan ook nog twee andere maten voor de susceptibiliteit.
- De massa magnetische susceptibiliteit {\displaystyle \chi } of {\displaystyle \chi _{g}} in cm3·g−1 en
- de molaire magnetische susceptibiliteit {\displaystyle \chi _{m}} in cm3·mol−1 die als volgt gedefinieerd zijn, waarbij {\displaystyle \rho } de dichtheid is in g·cm−3 en {\displaystyle M} de moleculaire massa is in g·mol−1:

{\displaystyle \chi _{g}={\frac {\chi _{v}}{\rho }}} en
{\displaystyle \chi _{m}=M\chi _{g}={\frac {M\chi _{v}}{\rho }}}.
- De magnetische permeabiliteit, de absolute permeabiliteit {\displaystyle \mu } van een medium is de mate waarin het medium een magnetisch veld geleidt.